# ویلهلم هوفمان
ویلهلم هوفمان (آلمانی: Wilhelm Hoffmann؛ زادهٔ ۲۳ مارس ۱۹۴۸) بازیکن فوتبال اهل آلمان است.
از باشگاه‌هایی که در آن بازی کرده‌است می‌توان به باشگاه فوتبال بایرن مونیخ و باشگاه فوتبال آگسبورگ اشاره کرد.